# Coppa di Cipro (pallavolo maschile)
La Coppa di Cipro è una competizione pallavolistica per squadre di club cipriote maschili, organizzata con cadenza annuale dapprima dalla Federazione ellenica di pallavolo di Cipro e, a partire dal 1978, dalla KOPE.

## Edizioni
| Edizione         | Edizione          | Podio               | Podio         | Podio               |
| Anno             | Sede della finale | Campione            | Risultato     | Finalista           |
| ---------------- | ----------------- | ------------------- | ------------- | ------------------- |
| 1975 Dettagli    | Nicosia           | Anorthōsīs          | 3 - 1         | Olympiakos Nicosia  |
| 1976 Dettagli    | Nicosia           | Anagennīsī Deryneia | 3 - 2         | Olympiakos Nicosia  |
| 1977 Dettagli    | Nicosia           | Anagennīsī Deryneia | 3 - 2         | Olympiakos Nicosia  |
| 1978 Dettagli    | Nicosia           | Anorthōsīs          | 3 - 0         | Anagennīsī Deryneia |
| 1979 Dettagli    | Nicosia           | APOEL               | 3 - 0         | Anorthōsīs          |
| 1980 Dettagli    | Nicosia           | Anorthōsīs          | 3 - 1         | AEL Limassol        |
| 1981 Dettagli    | Nicosia           | APOEL               | 3 - 1         | Anorthōsīs          |
| 1982 Dettagli    | Egkōmī            | APOEL               | 3 - 1         | Anorthōsīs          |
| 1982-83 Dettagli | Egkōmī            | Nea Salamis         | 3 - 1         | Anorthōsīs          |
| 1983-84 Dettagli | Egkōmī            | APOEL               | 3 - 1         | Omonia              |
| 1984-85 Dettagli | Egkōmī            | APOEL               | 3 - 1         | Anorthōsīs          |
| 1985-86 Dettagli | Egkōmī            | Anorthōsīs          | 3 - 1         | APOEL               |
| 1986-87 Dettagli | Egkōmī            | Anorthōsīs          | 3 - 1         | APOEL               |
| 1987-88 Dettagli | Egkōmī            | Anorthōsīs          | 3 - 0         | Nea Salamis         |
| 1988-89 Dettagli | Egkōmī            | Anorthōsīs          | 3 - 0         | Nea Salamis         |
| 1989-90 Dettagli | Egkōmī            | Nea Salamis         | 3 - 0         | Anorthōsīs          |
| 1990-91 Dettagli | Egkōmī            | Anorthōsīs          | 3 - 1         | Nea Salamis         |
| 1991-92 Dettagli | Egkōmī            | Nea Salamis         | 3 - 1         | Pafiakos            |
| 1992-93 Dettagli | Egkōmī            | Anorthōsīs          | 3 - 2         | Nea Salamis         |
| 1993-94 Dettagli | Limassol          | Anorthōsīs          | 3 - 1         | Nea Salamis         |
| 1994-95 Dettagli | Egkōmī            | Anorthōsīs          | 3 - 1         | Omonia              |
| 1995-96 Dettagli | Egkōmī            | Anorthōsīs          | 3 - 1         | APOEL               |
| 1996-97 Dettagli | Egkōmī            | Pafiakos            | 3 - 1         | Omonia              |
| 1997-98 Dettagli | Egkōmī            | Anorthōsīs          | 3 - 0         | Omonia              |
| 1998-99 Dettagli | Egkōmī            | Omonia              | 3 - 0         | Pafiakos            |
| 1999-00 Dettagli | Limassol          | Nea Salamis         | 3 - 0         | Pafiakos            |
| 2000-01 Dettagli | Limassol          | Nea Salamis         | 3 - 2         | Anorthōsīs          |
| 2001-02 Dettagli | Pafo              | Nea Salamis         | 3 - 0         | Dionysos            |
| 2002-03 Dettagli | Egkōmī            | Nea Salamis         | 3 - 2         | APOEL               |
| 2003-04 Dettagli | Katō Polemidia    | Pafiakos            | 3 - 2         | Anorthōsīs          |
| 2004-05 Dettagli | Limassol          | Anorthōsīs          | 3 - 1         | Nea Salamis         |
| 2005-06 Dettagli | Pafo              | Omonia              | 3 - 0         | Dionysos            |
| 2006-07 Dettagli | Limassol          | Dionysos            | 3 - 2         | Pafiakos            |
| 2007-08 Dettagli | Pafo              | Pafiakos            | 3 - 0         | Dionysos            |
| 2008-09 Dettagli | Larnaca           | Omonia              | 3 - 2         | Anorthōsīs          |
| 2009-10 Dettagli | Limassol          | Karavas             | 3 - 2         | Anorthōsīs          |
| 2010-11 Dettagli | Limassol          | Nea Salamis         | 3 - 1         | Anorthōsīs          |
| 2011-12 Dettagli | Larnaca           | Anorthōsīs          | 3 - 1         | Omonia              |
| 2012-13 Dettagli | Larnaca           | Karavas             | 3 - 0         | Anagennīsī Deryneia |
| 2013-14 Dettagli | Larnaca           | Anorthōsīs          | 3 - 2         | Omonia              |
| 2014-15 Dettagli | Larnaca           | Karavas             | 3 - 1         | Anorthōsīs          |
| 2015-16 Dettagli | Larnaca           | Omonia              | 3 - 2         | Nea Salamis         |
| 2016-17 Dettagli | Larnaca           | Pafiakos            | 3 - 2         | Omonia              |
| 2017-18 Dettagli | Egkōmī            | Omonia              | 3 - 1         | APOEL               |
| 2018-19 Dettagli | Egkōmī            | Omonia              | 3 - 1         | Pafiakos            |
| 2019-20 Dettagli | -                 | Non assegnata       | Non assegnata | Non assegnata       |
| 2020-21 Dettagli | Katō Polemidia    | Omonia              | 3 - 0         | Paralimni           |
| 2021-22 Dettagli | Larnaca           | Omonia              | 3 - 2         | Nea Salamis         |
| 2022-23 Dettagli | Larnaca           | Omonia              | 3 - 0         | Anorthōsīs          |
| 2023-24 Dettagli | Pafo              | Omonia              | 3 - 0         | Pafiakos            |

## Palmarès
| Squadra             | Titolo | Edizione |
| ------------------- | ------ | --- |
| Anorthōsīs          | 16     | 1975, 1978, 1980, 1985-86, 1986-87, 1987-88, 1988-89, 1990-91, 1992-93, 1993-94, 1994-95, 1995-96, 1997-98, 2004-05, 2011-12, 2013-14 |
| Omonia              | 10     | 1998-99, 2005-06, 2008-09, 2015-16, 2017-18, 2018-19, 2020-21, 2021-22, 2022-23, 2023-24                                              |
| Nea Salamis         | 8      | 1982-83, 1989-90, 1991-92, 1999-00, 2000-01, 2001-02, 2002-03, 2010-11                                                                |
| APOEL               | 5      | 1979, 1981, 1982, 1983-84, 1984-85 |
| Pafiakos            | 4      | 1996-97, 2003-04, 2007-08, 2016-17 |
| Karavas             | 3      | 2009-10, 2012-13, 2014-15 |
| Anagennīsī Deryneia | 2      | 1976, 1977 |
| Dionysos            | 1      | 2006-07 |